# Mochlus hinkeli
Mochlus hinkeli — вид сцинкоподібних ящірок родини сцинкових (Scincidae). Мешкає в Центральній Африці. Раніше вважався конспецифічним з Mochlus fernandi, однак був визнаний окремим видом.

## Опис
Тіло (не враховуючи хвоста) сягає 70-146 мм завдовжки.

## Підвиди
- Mochlus hinkeli hinkeli (Burton, 1836) — регіон Альбертінського рифту;
- Mochlus hinkeli joei (Hallowell, 1845) — від центрального ДР Конго до північної Анголи і Замбії.

## Поширення і екологія
Mochlus hinkeli мешкають в Демократичній Республіці Конго, Уганді, Руанді, Кенії, Анголі і Замбії. Вони живуть у вологих тропічних лісах. Ведуть денний спосіб життя.